# Валы (Самарская область)
Валы — село в Ставропольском районе Самарской области. Административно входит в сельское поселение Жигули.

## История
Основано в XVIII веке. Село описано в дневнике путешественника Палласа (1809 год).

## Название
Название связано с остатками земляных валов-укреплений средневекового булгарского поселения.

## География
Село находится на территории Самарской луки в 10 км к юго-западу от Жигулёвска. Через село проходит автомобильная трасса М5. Вдоль южной окраины села проходит железная дорога Тольятти — Сызрань.

## Население
| 2010 |
| ---- |
| 801  |

## Фотогалерея

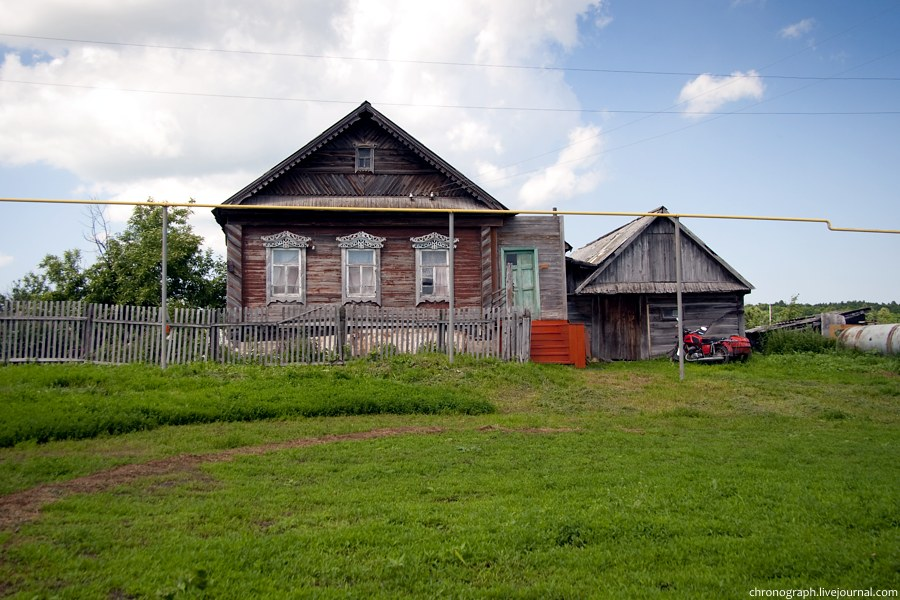
Жилые дома
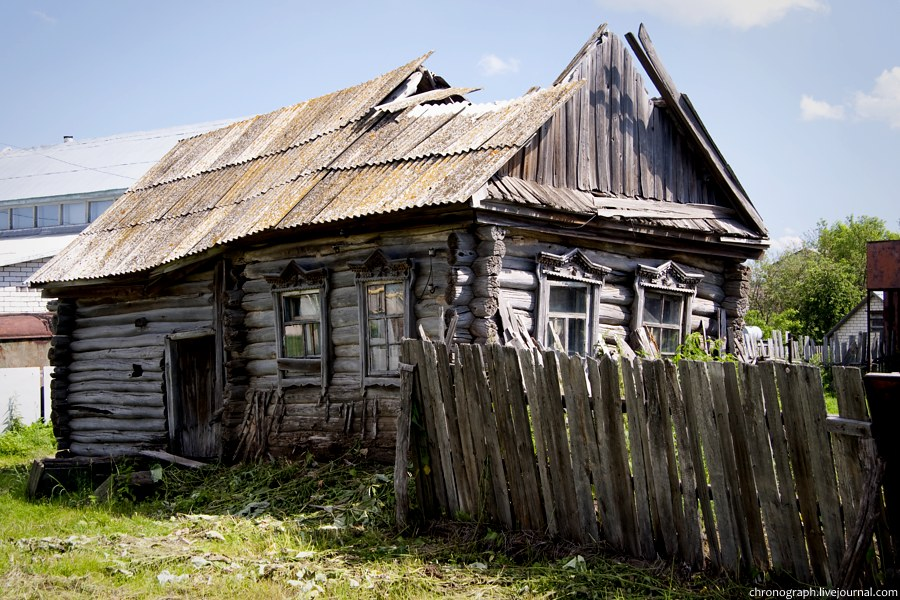
Заброшенные дома
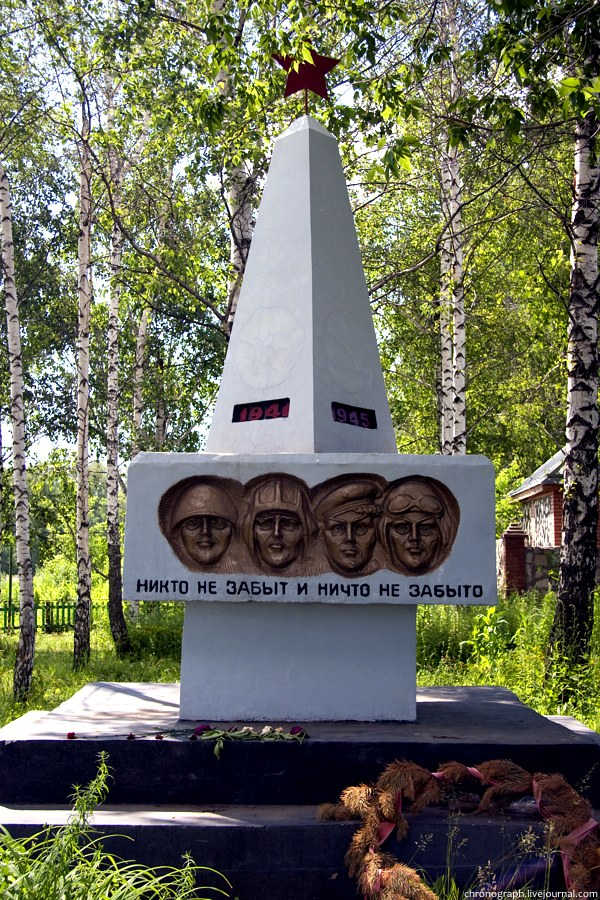
Памятник погибшим односельчанам
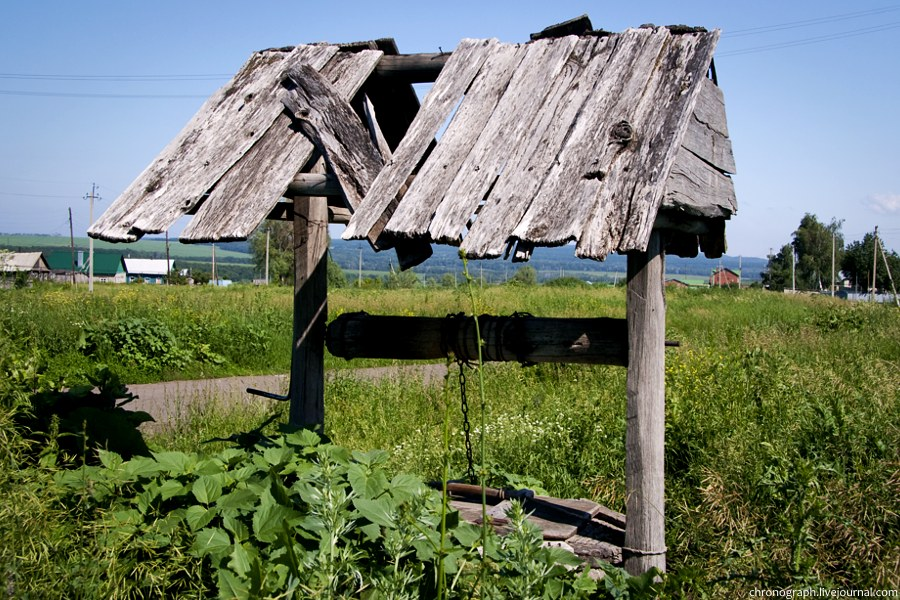
Старый колодец